# Catalogo PPM
Il Catalogo PPM o PPM Star Catalogue (Positions and Proper Motions) conteneva fino ad alcuni anni fa le più complete e accurate informazioni riguardanti posizioni, moti relativi e persino un datum astrofisico composto di 378 910 stelle.
Fu pubblicato dall'Astronomiches Rechen-Institut, a Heidelberg. Il PPM fu considerato la sostituzione dei due cataloghi astronomici precedenti: l'AGK3, l'AGK4 e il catalogo SAO. Esso li sostituì fornendo dati più precisi inseriti nell'obsoleto sistema di coordinate B1950.0 e il più recente J2000/FK5. Gli scarti di questo catalogo riguardo a moti, magnitudine stellare, posizioni o classificazione spettrale sono noti da quando detto catalogo fu sostituito dai più moderni Hipparcos e Tycho-2 (quest'ultimo con progressivi emendamenti).